# جامعة كييف الوطنية للاقتصاد
جامعة كييف الوطنية للاقتصاد مؤسسة تعليم عالي أوكرانية، (بالأوكرانية: Київський національний економічний університет імені Вадима Гетьмана) هي جامعة تقع في كييف عاصمة أوكرانيا. أُسِّسَت هذه الجامعة في سنة 1906.